# マルセロ・シエリギニ
- マルセロ・チエリギニ

マルセロ・シエリギニ（Marcelo Chierighini、1991年1月15日 - ）は、ブラジル・サンパウロ州イトゥー出身の男子競泳選手。
本格的に泳ぎ始めたのは16歳という遅めのスタートながら、19歳でブラジル代表デビュー、21歳でオリンピック出場を果たした。100m自由形において、オリンピックと世界選手権のファイナリスト、パンアメリカン競技大会のチャンピオンであり、長水路では繊維製水着（非高速水着）の元南米最高記録保持者（47秒68）である。4×100mフリーリレーにおいては、世界選手権の銀メダリスト、世界短水路選手権の銅メダリストであり、長水路の南米記録保持者、短水路の元南米記録保持者である。

## 経歴

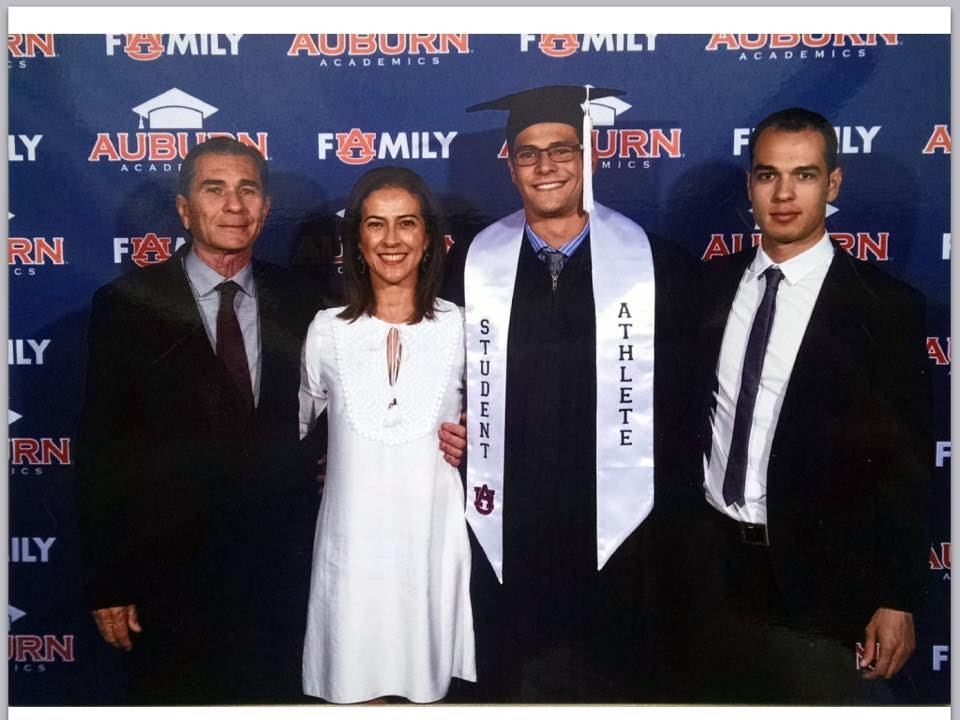
2015年のオーバーン大学卒業式にて、両親（左2人）と兄（右）とシエリギニ

父アウグストと母フラビアの下、2人兄弟の次男として生まれる。
水泳は子供の頃から始めていたが、体を動かすことが目的で本格的に取り組んではいなかった。しかし、自国開催（リオデジャネイロ）のパンアメリカン競技大会で活躍する競泳ブラジル代表選手たちの活躍を見て「自分も国を代表してリレーを泳ぎたい」と思い、トライアスロン選手の兄フェリペからの勧めもあって16歳から本格的に泳ぎ始めた。生まれ育ったイトゥーからサンパウロに移り、2008年1月からはコーチのフェリペ・ドミンゲスの下でトレーニングを開始した。

### 大学での活躍

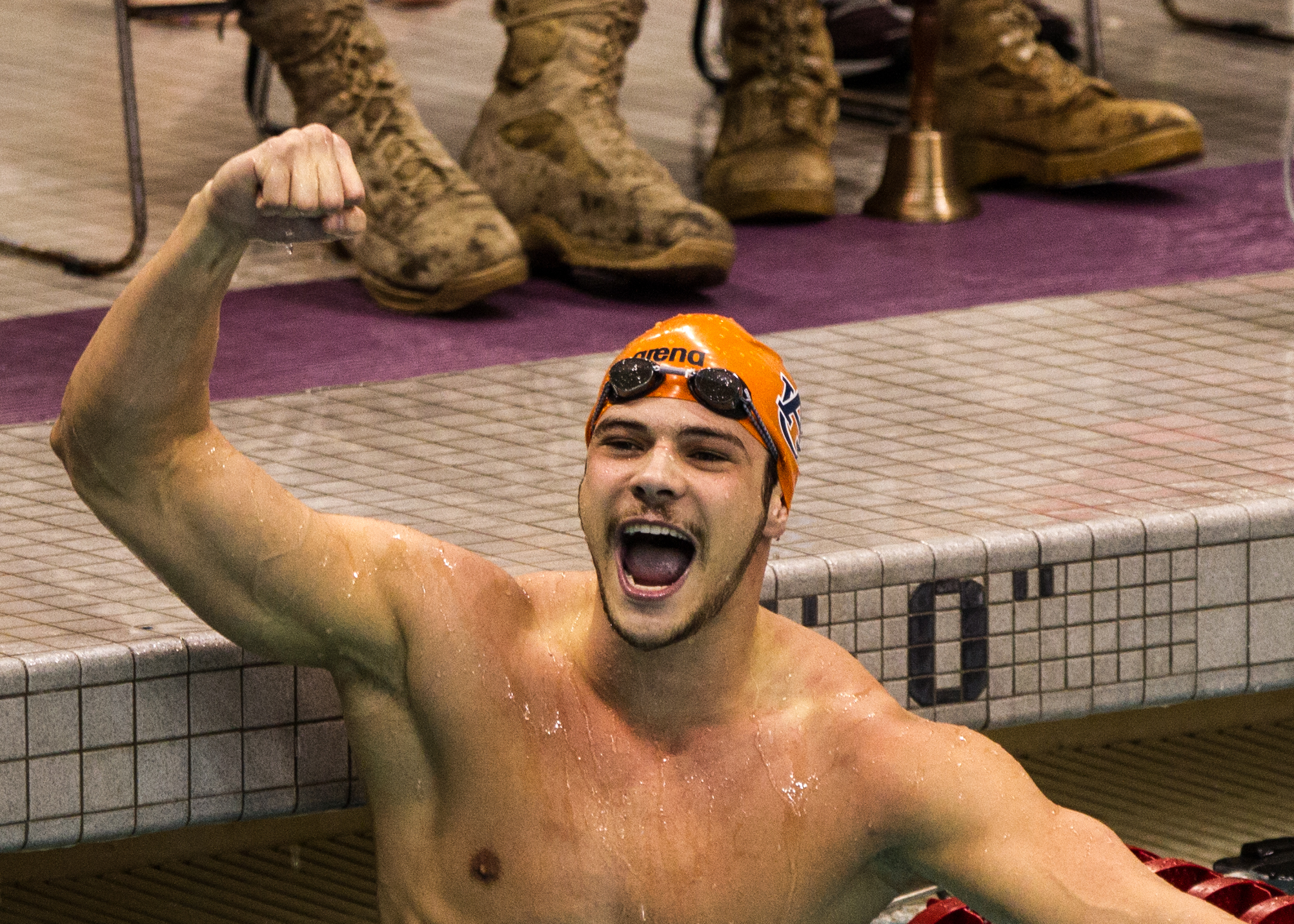
2013年SEC選手権のシエリギニ

セーザル・シエロの勧めもあって高校卒業後はアメリカのオーバーン大学に進学し、ブレット・ホークの下で泳いだ。2011年から2014年の4年間で、オール・アメリカに22度選出され、NCAA選手権（全米大学選手権）で2度のリレーチャンピオンに輝き（4×50y・4×100yフリー）、個人種目では優勝こそ逃すも4度の準優勝に輝いた（50y自由形で1度、100y自由形で3度）。SEC選手権では個人2種目（50y・100y自由形）、リレー4種目（4×50yと4×100yフリー・4×50yと4×100yメドレー）で優勝するなど、14度のチャンピオンに輝き、SEC年間最優秀男子水泳選手に1度（2013年）、オールSECファーストチームに3度（2011-2013年）選出された。
学業はビジネスと行政学を学んだ。

### 2010年世界短水路選手権
2010年12月、ドバイで開催された世界短水路選手権に出場し、本格的に水泳を始めてから3年ほどで国際大会デビューを果たした。唯一の出場となった4×100mフリーリレーで第3泳を務めると、第1泳のニコラス・サントス、第2泳のセーザル・シエロ、第4泳のニコラス・オリベイラと共に予選で3分08秒71をマークし、1998年にブラジルが樹立した3分10秒45の短水路南米記録（当時の短水路世界記録）を更新して決勝に進出した。予選と同じメンバーで臨んだ決勝では予選の記録を更に縮める3分05秒74をマークし、優勝したフランスと2位のロシアにそれぞれ0秒96と0秒92及ばなかったものの、ネイサン・エイドリアンとライアン・ロクテ擁するアメリカを0秒36抑えて銅メダルを獲得した。

### 2011年世界選手権
2011年7月、上海で開催された世界選手権において長水路の世界選手権デビューを果たしたが、唯一の出場となった4×100mフリーリレー（第4泳）は予選9位に終わり、決勝進出に0秒93及ばなかった。

### 2012年オリンピック
2012年7-8月、ロンドンオリンピックでオリンピックデビューを果たしたが、今大会もドバイ世界短水路選手権や上海世界選手権同様にリレー種目のみの出場となった。4×100mフリーリレーは予選においてチーム最速の48秒17で泳いだが、決勝進出に0秒36及ばず9位に終わった。4×100mメドレーリレーでも予選の第4泳者の中で5番目に速い48秒17で泳いだが、決勝進出に2秒54及ばず15位に終わった。

### 2013年世界選手権
2013年8月、バルセロナで開催された世界選手権に出場。4×100mフリーリレーで長水路の世界選手権決勝を初めて泳ぎ、第4泳者の中で最速の47秒56をマークしたが、メダルに3秒01及ばず7位に終わった。世界選手権の個人種目デビューとなった100m自由形は、予選こそ15位（49秒08）での突破となったが、準決勝は3位（当時自己ベストタイの48秒11）で突破し、初出場ながら決勝に進出した。迎えた決勝では48秒28とタイムを落とし、メダルに0秒44及ばず6位に終わった。

### 2014年パンパシフィック選手権
2014年8月、ゴールドコーストで開催されたパンパシフィック選手権に出場。第2泳を務めた4×100mフリーリレーではチーム最速の47秒91で泳ぎ、第1泳のジョアン・デ・ルッカ、第3泳のブルーノ・フラトゥス、第4泳のニコラス・オリベイラと共に3分13秒59をマークし、オーストラリア（3分12秒80）、アメリカ（3分13秒36）に次いで銅メダルを獲得した。これはパンパシフィック選手権のリレー種目で獲得したブラジル初のメダルとなった。4×100mメドレーリレーでは第4泳者の中で4番目に速い48秒84で泳いだが、メダルに1秒49及ばず4位に終わった。

### 2015年パンアメリカン競技大会
2015年7月、トロントで開催されたパンアメリカン競技大会に出場。100m自由形でフェデリコ・グラビッチ（48秒26）、サント・コンドレリ（48秒57）に次ぐ3位（48秒80）に入り、自身初の主要国際大会個人メダルを獲得した。100m自由形決勝の約1時間後に行われた4×100mフリーリレー決勝では第4泳を務めると、全選手中最速の47秒76で泳ぎ、2011年グアダラハラ大会でブラジルが樹立した大会記録（3分14秒65）を0秒99更新して金メダルを獲得した。4×100mメドレーリレー決勝では第4泳者の中で唯一の47秒台となる47秒61で泳ぎ、2007年リオデジャネイロ大会でアメリカが樹立した大会記録3分34分37を更新するとともに、高速水着が禁止されて以降のブラジル最高記録（当時）となる3分32秒68で優勝を飾った。

### 2015年世界選手権
2015年8月、カザンで開催された世界選手権に出場。第1泳を務めた4×100mフリーリレーは決勝を48秒54で泳ぎ、4位で第2泳者につないだが、ブラジルは一時3位に躍り出るもメダルに0秒69及ばず4位に終わった。100m自由形では予選を15位（48秒92）、準決勝を6位（48秒37）で突破して2大会連続の決勝に進出すると、決勝は48秒27と準決勝のタイムを更に縮めるもメダルに0秒15及ばず5位に終わった。第2泳を務めた混合4×100mフリーリレー予選では全選手中3番目に速い48秒43で泳ぎ、ブラジルの7位での決勝進出に貢献した（シエリギニは予選のみの出場）。第4泳を務めた4×100mメドレーリレー予選では48秒34で泳いだが、決勝進出に0秒71及ばず10位に終わった。

### 2016年オリンピック

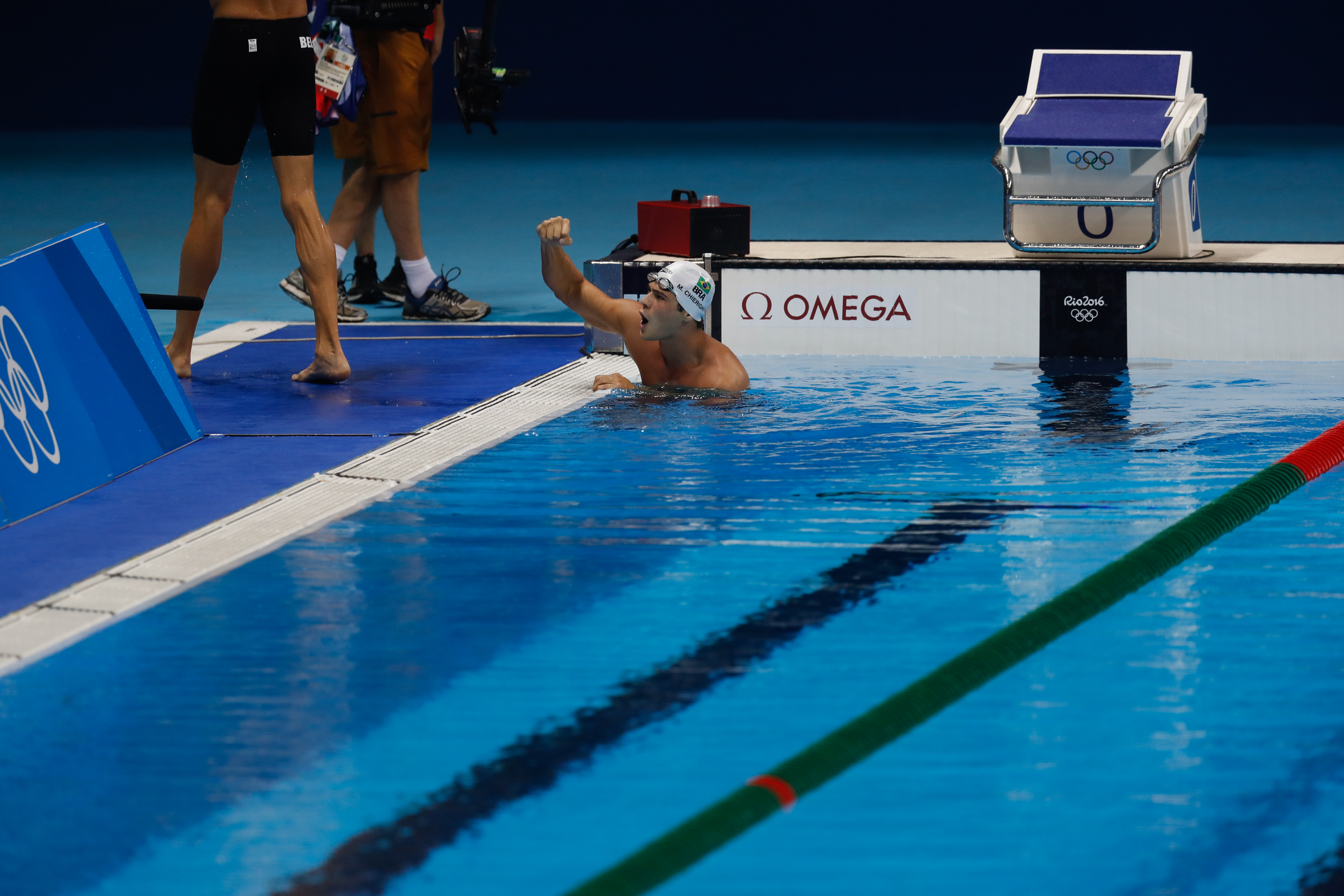
2016年リオデジャネイロオリンピックのシエリギニ

2016年8月、自国開催のリオデジャネイロオリンピックに出場。4×100mフリーリレーは予選の第1泳者の中で2番目に速い48秒47をマークし、銅メダルを獲得した2000年シドニー大会以来、16年ぶり5度目の決勝進出に貢献した。決勝では自己ベスト（当時48秒11）に迫る48秒12をマークし、3位で第2泳者につないだが、ブラジルはこの順位を死守することができず、メダルに1秒84及ばず5位に終わった。100m自由形は予選を13位（48秒53）、準決勝を8位（48秒23）で突破し、この種目ではマヌエル・ドス・サントス（1960年ローマ大会）、グスタボ・ボルジェス（1992年バルセロナ大会・1996年アトランタ大会）、フェルナンド・シェラー（1996年アトランタ大会）、セーザル・シエロ（2008年北京大会・2012年ロンドン大会）に次ぐ、ブラジル史上5人目のオリンピックファイナリストとなったが、決勝は48秒41とタイムを落として8位に終わった（メダルに0秒56及ばず）。4×100mメドレーリレー予選では第4泳者の中で最速の47秒72で泳ぎ、1980年モスクワ大会以来、36年ぶりの決勝進出に貢献した。しかし決勝では48秒50とタイムを落とし、ブラジル自体は予選よりタイムを0秒12縮めたもののメダルに2秒91及ばず6位に終わった。

### 2017年世界選手権
2017年7月、ブダペストで開催された世界選手権に出場。第2泳を務めた4×100mフリーリレー決勝において、繊維製水着の世界歴代3位（当時）のスプリットとなる46秒85をマークし、第1泳のガブリエル・サントス（48秒30）、第3泳のセーザル・シエロ（48秒01）、第4泳のブルーノ・フラトゥス（47秒18）と共に3分10秒34の南米記録を樹立。2009年にブラジルが高速水着で樹立した3分10秒80の南米記録を8年ぶりに更新したが、ケーレブ・ドレッセルとネイサン・エイドリアンを擁するアメリカに0秒28及ばず、惜しくも優勝は逃した。しかし、これまでブラジルがオリンピックと世界選手権の4×100mフリーリレーで獲得したメダルは、1994年ローマ世界選手権と2000年シドニーオリンピックの銅メダルが最高で、今回の銀メダル獲得はオリンピックと世界選手権を通じてブラジルの最高成績となった。100m自由形では予選を5位（48秒46）、準決勝を8位（48秒31）で突破し、この種目ではセーザル・シエロと並び、ブラジル歴代最多となる3度目の決勝に進出した。迎えた決勝では48秒11の自己ベストタイ（当時）をマークするもメダルに0秒22及ばず5位に終わった。第4泳を務めた4×100mメドレーリレー決勝では48秒08で泳ぎ、高速水着禁止以降のブラジル最高記録（当時）となる3分31秒53をマークしたが、メダルに1秒77及ばず5位に終わった。

### 2018年パンパシフィック選手権
2018年8月、東京で開催されたパンパシフィック選手権に出場。100m自由形は4位に終わり、自身初のパンパシフィック選手権個人メダルを0秒14差で逃した。4×100mフリーリレーでは第2泳者の中で最速の47分62で泳ぎ、ブラジル初のリレー金メダル獲得に貢献した。なお、当初はアメリカに次ぐ2位（0秒35差）だったが、アメリカは泳順を間違えて泳いだためレース後に失格となった。

### 2018年世界短水路選手権
2018年12月、杭州で開催された世界短水路選手権に出場。4×100mフリーリレー予選で第2泳を務め、第1泳のマテウス・サンタナ、第3泳のブレノ・コレイア、第4泳のセーザル・シエロと共に、2010年ドバイ大会でブラジルが樹立した3分05秒74の短水路南米記録を0秒04更新して決勝に進出した。決勝はアメリカとロシアが従来の短水路世界記録（当時3分03秒30）を上回る3分03秒03と3分03秒11で1位と2位を占める中、3泳と4泳の泳順を入れ替えて臨んだブラジルは予選の記録を更新する3分05秒15で銅メダルを獲得した。

### 2019年ブラジル杯
2019年4月、ブラジル杯（Brazil Swimming Trophy）の100m自由形予選で自己ベストタイの48秒11をマークすると、決勝では予選の記録を大幅に更新する47秒68をマークし、セーザル・シエロ、ニコラス・オリベイラ、ペドロ・スパジャリ、ガブリエル・サントスに次いで、48秒の壁を破る史上5人目のブラジル人となった。また、これは2025年にギリェルメ・カリベが47秒10をマークするまでの間、セーザル・シエロ（46秒91）に次ぐブラジル及び南米歴代2位の記録であり、繊維製水着（非高速水着）ではセーザル・シエロが2011年パンアメリカン競技大会でマークした47秒84を更新する南米最高記録だった。

### 2019年世界選手権
2019年7月、光州で開催された世界選手権に出場。2大会連続のメダルがかかった4×100mフリーリレーでは第1泳を務めると、決勝ではケーレブ・ドレッセル（47秒63）、ウラジスラフ・グリネフ（47秒83）、ダンカン・スコット（47秒97）に次ぐ4位（48秒10）で第2泳者に引き継いだが、ブラジルはその後順位を上げることができず6位に終わった。今シーズン世界3位（47秒68）の記録を持つメダル候補として臨んだ100m自由形では、予選を3位（自身2度目の47秒台となる47秒95）、準決勝も3位（自己ベストに0秒08差と迫る47秒76）で突破し、この種目ではブラジル歴代最多記録となる4度目の決勝進出を果たした。自身初の世界選手権個人メダルがかかった決勝では、自身4度目の47秒台をマークするも47秒93と準決勝よりタイムを落としてしまい、ケーレブ・ドレッセル（46秒96）、カイル・チャルマーズ（47秒08）、ウラジスラフ・グリネフ（47秒82）、ブレイク・ピエロニ（47秒88）に次ぐ、3大会連続の5位に終わった。

### 2019年パンアメリカン競技大会
2019年8月、リマで開催されたパンアメリカン競技大会に出場。第2泳を務めた4×100mフリーリレー決勝で全選手中最速の47秒45で泳ぎ、2015年トロント大会でアメリカが樹立した3分13秒66の大会記録を1秒05更新しての金メダル獲得に貢献した。第2泳を務めた混合4×100mフリーリレー決勝では全選手中2番目に速い47秒61で泳ぎ（ネイサン・エイドリアンの47秒56に次ぐ）、アメリカに1秒13及ばなかったものの銀メダル獲得に貢献した。100m自由形の決勝はネイサン・エイドリアンとの接戦を0秒08差で制し、47秒台に迫る48秒09で自身初の主要国際大会個人タイトルを獲得した。第4泳を務めた4×100mメドレーリレー決勝ではアメリカのネイサン・エイドリアンを0秒04上回る第4泳者最速の47秒29で泳ぎ、2015年トロント大会でブラジルが樹立した3分32秒68の大会記録を上回る3分30秒98をマークしたが、アメリカがこれを上回る3分30秒25をマークしたため銀メダルに終わった。

### 2021年オリンピック
2021年7-8月、新型コロナウイルス感染症によって1年延期された東京オリンピックに出場。第4泳を務めた4×100mフリーリレーでは予選を全選手中4番目に速い47秒34で泳ぎ（チーム最速）、2大会連続の決勝進出に貢献したが、決勝では第4泳者中5番目に速い47秒72にとどまった（チーム最速）。ブラジル自体も予選より0秒82タイムを落とし、メダルに3秒19及ばず8位に終わった。第4泳を務めた4×100mメドレーリレーは、当初ブラジルは全体7位タイの3分32秒29でフィニッシュしたが、第2泳の引き継ぎ違反により失格となった。

### 2023年パンアメリカン競技大会
2023年10月、サンティアゴで開催されたパンアメリカン競技大会に出場。第2泳を務めた4×100mフリーリレー決勝では全選手中最速の48秒00で泳ぎ、金メダル獲得に貢献した。同じく第2泳を務めた混合4×100mフリーリレーでは全選手中2番目に速い47秒59で泳ぎ、2019年リマ大会でアメリカが樹立した3分24秒84の大会記録を1秒06更新しての金メダル獲得に貢献した。それぞれ2位のアメリカを0秒71と0秒43抑えてのリレー2冠となった。100m自由形は予選を3位（48秒64）で突破するも、決勝は48秒92とタイムを落として5位に終わり、連覇を0秒86差、3大会連続のメダルを0秒54差で逃した。

### 2024年オリンピック
2024年7-8月、パリオリンピックには今大会の競泳ブラジル代表最年長の33歳で出場した。第2泳を務めた4×100mフリーリレーでは予選をチーム最速の48秒21で泳いだが、決勝進出に1秒07及ばず10位に終わった。100m自由形では予選のスタート時に腕を広げたまま飛び込むというミスを犯し、シーズンベスト（48秒41）からは程遠い49秒38で35位に終わった。

## 人物
- 2022年にデジタルインフルエンサーとして知られるステファニー・マルケス（Stephanie Marques）と結婚した[60]。息子のジョアキンは2021年に生まれた[10]。

## 成績

### 主要国際大会
世界水泳連盟のウェブサイトなど参照
| 年           | 大会                   | 場所             | 種目                   | 結果         | 記録         | 泳順         | 備考         |
| ブラジル代表 | ブラジル代表           | ブラジル代表     | ブラジル代表           | ブラジル代表 | ブラジル代表 | ブラジル代表 | ブラジル代表 |
| ------------ | ---------------------- | ---------------- | ---------------------- | ------------ | ------------ | ------------ | ------------ |
| 2010         | 世界短水路選手権       | ドバイ           | 4x100mフリーリレー     | 銅メダル     | 3分05秒74    | 3泳          | 南米記録     |
| 2011         | 世界選手権             | 上海             | 4x100mフリーリレー     | 予選9位      | 3分16秒28    | 4泳          |              |
| 2011         | ユニバーシアード       | 深圳             | 50m自由形              | 予選19位     | 23秒33       |              |              |
| 2011         | ユニバーシアード       | 深圳             | 100m自由形             | 予選9位      | 50秒18       |              |              |
| 2011         | ユニバーシアード       | 深圳             | 4x100mフリーリレー     | 銀メダル     | 3分17秒30    | 2泳          |              |
| 2012         | オリンピック           | ロンドン         | 4x100mフリーリレー     | 予選9位      | 3分16秒14    | 4泳          |              |
| 2012         | オリンピック           | ロンドン         | 4x100mメドレーリレー   | 予選15位     | 3分37秒00    | 4泳          |              |
| 2013         | 世界選手権             | バルセロナ       | 50m自由形              | 準決勝10位   | 21秒84       |              | 自己ベスト   |
| 2013         | 世界選手権             | バルセロナ       | 100m自由形             | 6位          | 48秒28       |              |              |
| 2013         | 世界選手権             | バルセロナ       | 4x100mフリーリレー     | 7位          | 3分14秒45    | 4泳          |              |
| 2013         | 世界選手権             | バルセロナ       | 4x100mメドレーリレー   | 予選12位     | 3分36秒31    | 4泳          |              |
| 2014         | パンパシフィック選手権 | ゴールドコースト | 50m自由形              | 8位          | 22秒46       |              |              |
| 2014         | パンパシフィック選手権 | ゴールドコースト | 100m自由形             | B決勝1位     | 48秒68       |              |              |
| 2014         | パンパシフィック選手権 | ゴールドコースト | 4x100mフリーリレー     | 銅メダル     | 3分13秒59    | 2泳          |              |
| 2014         | パンパシフィック選手権 | ゴールドコースト | 4x100mメドレーリレー   | 4位          | 3分34秒94    | 4泳          |              |
| 2015         | パンアメリカン競技大会 | トロント         | 100m自由形             | 銅メダル     | 48秒80       |              |              |
| 2015         | パンアメリカン競技大会 | トロント         | 4x100mフリーリレー     | 金メダル     | 3分13秒66    | 4泳          | 大会記録     |
| 2015         | パンアメリカン競技大会 | トロント         | 4x100mメドレーリレー   | 金メダル     | 3分32秒68    | 4泳          | 大会記録     |
| 2015         | 世界選手権             | カザン           | 100m自由形             | 5位          | 48秒27       |              |              |
| 2015         | 世界選手権             | カザン           | 4x100mフリーリレー     | 4位          | 3分13秒22    | 1泳          |              |
| 2015         | 世界選手権             | カザン           | 4x100mメドレーリレー   | 予選10位     | 3分34秒73    | 4泳          |              |
| 2015         | 世界選手権             | カザン           | 混合4x100mフリーリレー | 予選7位      | 3分27秒75    | 2泳          | [ 注釈 2 ]   |
| 2016         | オリンピック           | リオデジャネイロ | 100m自由形             | 8位          | 48秒41       |              |              |
| 2016         | オリンピック           | リオデジャネイロ | 4x100mフリーリレー     | 5位          | 3分13秒21    | 1泳          |              |
| 2016         | オリンピック           | リオデジャネイロ | 4x100mメドレーリレー   | 6位          | 3分32秒84    | 4泳          |              |
| 2017         | 世界選手権             | ブダペスト       | 100m自由形             | 5位          | 48秒11       |              | 自己ベスト   |
| 2017         | 世界選手権             | ブダペスト       | 4x100mフリーリレー     | 銀メダル     | 3分10秒34    | 2泳          | 南米記録     |
| 2017         | 世界選手権             | ブダペスト       | 4x100mメドレーリレー   | 5位          | 3分31秒53    | 4泳          |              |
| 2018         | パンパシフィック選手権 | 東京             | 50m自由形              | 8位          | 22秒50       |              |              |
| 2018         | パンパシフィック選手権 | 東京             | 100m自由形             | 4位          | 48秒36       |              |              |
| 2018         | パンパシフィック選手権 | 東京             | 4x100mフリーリレー     | 金メダル     | 3分12秒02    | 2泳          |              |
| 2018         | 世界短水路選手権       | 杭州             | 100m自由形             | 準決勝12位   | 46秒93       |              |              |
| 2018         | 世界短水路選手権       | 杭州             | 4x100mフリーリレー     | 銅メダル     | 3分05秒15    | 2泳          | 南米記録     |
| 2018         | 世界短水路選手権       | 杭州             | 混合4x50mフリーリレー  | 予選6位      | 1分30秒78    | 1泳          | [ 注釈 3 ]   |
| 2019         | 世界選手権             | 光州             | 50m自由形              | 準決勝16位   | 22秒19       |              |              |
| 2019         | 世界選手権             | 光州             | 100m自由形             | 5位          | 47秒93       |              |              |
| 2019         | 世界選手権             | 光州             | 4x100mフリーリレー     | 6位          | 3分11秒99    | 1泳          |              |
| 2019         | 世界選手権             | 光州             | 4x100mメドレーリレー   | 6位          | 3分30秒86    | 4泳          |              |
| 2019         | パンアメリカン競技大会 | リマ             | 100m自由形             | 金メダル     | 48秒09       |              |              |
| 2019         | パンアメリカン競技大会 | リマ             | 4x100mフリーリレー     | 金メダル     | 3分12秒61    | 2泳          | 大会記録     |
| 2019         | パンアメリカン競技大会 | リマ             | 4x100mメドレーリレー   | 銀メダル     | 3分30秒98    | 4泳          |              |
| 2019         | パンアメリカン競技大会 | リマ             | 混合4x100mフリーリレー | 銀メダル     | 3分25秒97    | 2泳          |              |
| 2021         | オリンピック           | 東京             | 4x100mフリーリレー     | 8位          | 3分13秒41    | 4泳          |              |
| 2021         | オリンピック           | 東京             | 4x100mメドレーリレー   | 予選失格     | DSQ          |              |              |
| 2022         | 世界選手権             | ブダペスト       | 100m自由形             | 予選26位     | 48秒97       |              |              |
| 2022         | 世界選手権             | ブダペスト       | 4x100mフリーリレー     | 7位          | 3分12秒21    | 2泳          |              |
| 2023         | 世界選手権             | 福岡             | 50m自由形              | 予選28位     | 22秒26       |              |              |
| 2023         | 世界選手権             | 福岡             | 4x100mフリーリレー     | 6位          | 3分12秒71    | 1泳          |              |
| 2023         | 世界選手権             | 福岡             | 4x100mメドレーリレー   | 予選失格     | DSQ          | 4泳          |              |
| 2023         | パンアメリカン競技大会 | サンティアゴ     | 50m自由形              | 予選8位      | 22秒57       |              |              |
| 2023         | パンアメリカン競技大会 | サンティアゴ     | 100m自由形             | 5位          | 48秒92       |              |              |
| 2023         | パンアメリカン競技大会 | サンティアゴ     | 4x100mフリーリレー     | 金メダル     | 3分13秒51    | 2泳          |              |
| 2023         | パンアメリカン競技大会 | サンティアゴ     | 混合4x100mフリーリレー | 金メダル     | 3分23秒78    | 2泳          | 大会記録     |
| 2024         | オリンピック           | パリ             | 100m自由形             | 予選35位     | 49秒38       |              |              |
| 2024         | オリンピック           | パリ             | 4x100mフリーリレー     | 予選10位     | 3分14秒22    | 2泳          |              |

### NCAA選手権（全米大学選手権）
yはヤードを意味する。全て短水路の記録。
| 年             | 場所               | 種目                 | 結果           | 記録           | 泳順           | 脚注           |
| オーバーン大学 | オーバーン大学     | オーバーン大学       | オーバーン大学 | オーバーン大学 | オーバーン大学 | オーバーン大学 |
| -------------- | ------------------ | -------------------- | -------------- | -------------- | -------------- | -------------- |
| 2011           | ミネアポリス       | 50y自由形            | B決勝5位       | 19秒65         |                | [ 62 ]         |
| 2011           | ミネアポリス       | 100y自由形           | 8位            | 42秒49         |                | [ 62 ]         |
| 2011           | ミネアポリス       | 100yバタフライ       | 予選29位       | 47秒22         |                | [ 62 ]         |
| 2011           | ミネアポリス       | 4x50yフリーリレー    | 銅メダル       | 1分15秒58      | 4泳            | [ 62 ]         |
| 2011           | ミネアポリス       | 4x100yフリーリレー   | 銀メダル       | 2分49秒47      | 2泳            | [ 62 ]         |
| 2011           | ミネアポリス       | 4x50yメドレーリレー  | 銅メダル       | 1分24秒56      | 4泳            | [ 62 ]         |
| 2012           | フェデラルウェイ   | 50y自由形            | B決勝7位       | 19秒65         |                | [ 63 ]         |
| 2012           | フェデラルウェイ   | 100y自由形           | 銀メダル       | 42秒34         |                | [ 63 ]         |
| 2012           | フェデラルウェイ   | 100yバタフライ       | 予選30位       | 47秒49         |                | [ 63 ]         |
| 2012           | フェデラルウェイ   | 4x50yフリーリレー    | 銀メダル       | 1分16秒67      | 4泳            | [ 63 ]         |
| 2012           | フェデラルウェイ   | 4x100yフリーリレー   | 銀メダル       | 2分50秒34      | 4泳            | [ 63 ]         |
| 2012           | フェデラルウェイ   | 4x50yメドレーリレー  | 銅メダル       | 1分24秒70      | 3泳            | [ 63 ]         |
| 2012           | フェデラルウェイ   | 4x100yメドレーリレー | 5位            | 3分06秒51      | 4泳            | [ 63 ]         |
| 2013           | インディアナポリス | 50y自由形            | 銀メダル       | 18秒99         |                | [ 64 ]         |
| 2013           | インディアナポリス | 100y自由形           | 銀メダル       | 41秒51         |                | [ 64 ]         |
| 2013           | インディアナポリス | 100yバタフライ       | 予選31位       | 47秒23         |                | [ 64 ]         |
| 2013           | インディアナポリス | 4x50yフリーリレー    | 金メダル       | 1分15秒48      | 1泳            | [ 64 ]         |
| 2013           | インディアナポリス | 4x100yフリーリレー   | 銅メダル       | 2分50秒54      | 1泳            | [ 64 ]         |
| 2013           | インディアナポリス | 4x50yメドレーリレー  | 4位            | 1分24秒45      | 3泳            | [ 64 ]         |
| 2013           | インディアナポリス | 4x100yメドレーリレー | 5位            | 3分05秒65      | 4泳            | [ 64 ]         |
| 2014           | オースティン       | 50y自由形            | B決勝2位       | 19秒22         |                | [ 65 ]         |
| 2014           | オースティン       | 100y自由形           | 銀メダル       | 41秒97         |                | [ 65 ]         |
| 2014           | オースティン       | 100yバタフライ       | 予選31位       | 47秒15         |                | [ 65 ]         |
| 2014           | オースティン       | 4x50yフリーリレー    | 銅メダル       | 1分15秒92      | 1泳            | [ 65 ]         |
| 2014           | オースティン       | 4x100yフリーリレー   | 金メダル       | 2分48秒33      | 1泳            | [ 65 ]         |
| 2014           | オースティン       | 4x50yメドレーリレー  | 銅メダル       | 1分23秒87      | 3泳            | [ 65 ]         |
| 2014           | オースティン       | 4x100yメドレーリレー | 予選失格       | DSQ            | 4泳            | [ 65 ]         |

## 記録

### 樹立した南米記録
| 水路   | 種目               | 記録      | 泳順 | 日付           | 大会             | 場所       | 脚注   |
| ------ | ------------------ | --------- | ---- | -------------- | ---------------- | ---------- | ------ |
| 短水路 | 4x100mフリーリレー | 3分08秒71 | 3泳  | 2010年12月15日 | 世界短水路選手権 | ドバイ     | [ 11 ] |
| 短水路 | 4x100mフリーリレー | 3分05秒74 | 3泳  | 2010年12月15日 | 世界短水路選手権 | ドバイ     | [ 12 ] |
| 長水路 | 4x100mフリーリレー | 3分10秒34 | 2泳  | 2017年7月23日  | 世界選手権       | ブダペスト | [ 30 ] |
| 短水路 | 4x100mフリーリレー | 3分05秒70 | 2泳  | 2018年12月11日 | 世界短水路選手権 | 杭州       | [ 12 ] |
| 短水路 | 4x100mフリーリレー | 3分05秒15 | 2泳  | 2018年12月11日 | 世界短水路選手権 | 杭州       | [ 12 ] |

### 自己ベスト
世界水泳連盟のウェブサイト参照
| 種目       | 記録   | 日付           | 大会               | 場所             | 備考                       |
| 長水路     | 長水路 | 長水路         | 長水路             | 長水路           | 長水路                     |
| ---------- | ------ | -------------- | ------------------ | ---------------- | -------------------------- |
| 50m自由形  | 21秒84 | 2013年8月2日   | 世界選手権         | バルセロナ       |                            |
| 100m自由形 | 47秒68 | 2019年4月18日  | マリア・レンク杯   | リオデジャネイロ | 繊維製水着の元南米最高記録 |
| 短水路     |        |                |                    |                  |                            |
| 50m自由形  | 21秒29 | 2022年9月17日  | ホセ・フィンケル杯 | レシフェ         |                            |
| 100m自由形 | 46秒49 | 2020年10月25日 | ISL                | ブダペスト       |                            |